# Megan Romano
Megan Romano (Tampa (Florida), 2 februari 1991) is een Amerikaanse voormalige zwemster.

## Carrière
Bij haar internationale debuut, op de wereldkampioenschappen kortebaanzwemmen 2012 in Istanboel, veroverde Romano de zilveren medaille op de 100 meter vrije slag. Daarnaast werd ze uitgeschakeld in de halve finales van de 100 meter rugslag en in de series van zowel de 200 meter vrije slag als de 50 meter rugslag. Op de 4x100 meter vrije slag legde ze samen met Jessica Hardy, Lia Neal en Allison Schmitt beslag op de wereldtitel, samen met Chelsea Chenault, Shannon Vreeland en Allison Schmitt sleepte ze de wereldtitel in de wacht op de 4x200 meter vrije slag. Op de 4x100 meter wisselslag behaalde ze samen met Olivia Smoliga, Jessica Hardy en Claire Donahue de bronzen medaille.
In Barcelona nam Romano deel aan de wereldkampioenschappen zwemmen 2013. Samen met Missy Franklin, Dana Vollmer en Jessica Hardy won ze de finale van de 4x100 meter wisselslag. Ze veroverde ook de wereldtitel op de 4x100 meter vrije slag, samen met Missy Franklin, Shannon Vreeland en Natalie Coughlin.

## Internationale toernooien
| Jaar | Olympische Spelen | WK langebaan                          | WK kortebaan | PanPacs       | Pan-Ams       |
| ---- | ----------------- | ------------------------------------- | --- | ------------- | ------------- |
| 2012 | geen deelname     |                                       | 100m vrije slag · 17e 200m vrije slag · 21e 50m rugslag · 12e 100m rugslag · 4x100m vrije slag · 4x200m vrije slag · 4x100m wisselslag |               |               |
| 2013 |                   | 4x100m vrije slag · 4x100m wisselslag | |               |               |
| 2014 |                   |                                       | geen deelname | geen deelname |               |
| 2015 |                   | geen deelname                         | |               | geen deelname |
| 2016 | geen deelname     |                                       | geen deelname |               |               |

## Persoonlijke records

### Kortebaan
| Afstand         | Tijd    | Datum            | Plaats    |
| --------------- | ------- | ---------------- | --------- |
| 100m vrije slag | 52,48   | 14 december 2012 | Istanboel |
| 200m vrije slag | 1.56,03 | 12 december 2012 | Istanboel |
| 50m rugslag     | 27,94   | 15 december 2012 | Istanboel |
| 100m rugslag    | 58,45   | 12 december 2012 | Istanboel |

### Langebaan
| Afstand         | Tijd    | Datum            | Plaats       |
| --------------- | ------- | ---------------- | ------------ |
| 100m vrije slag | 53,90   | 25 juni 2013     | Indianapolis |
| 200m vrije slag | 1.57,54 | 10 augustus 2012 | Indianapolis |
| 100m rugslag    | 59,85   | 13 juli 2013     | Kazan        |
| 200m rugslag    | 2.09,08 | 8 augustus 2012  | Indianapolis |